# Mbeuleukhé
Mbeuleukhé est une commune du Sénégal située au nord-ouest du pays.
Créée en 2011 par scission de la communauté rurale de Mbeuleukhé, elle fait partie du département de Linguère et de la région de Louga.